# Somatski
Termin somatski (grč. σωματικός) znači telesni, ili u vezi tela. U medicini, somatska bolest je telesne prirode, što je u suprotnosti sa mentalnom bolešću.
Ova termin se često koristi u biologiji za označavanje telesnih ćelija. One su u kontrastu su ćelijama zametka i obično proizvode gamete (jajne ćelije ili spermatozoide). Somatske ćelije su diploidne. One sadrže dve kopije svakog hromozoma, dok su ćelije klice haploidne i sadrže jednu kopiju svakog hromozoma. Mada pod normalnim uslovima sve somatske ćelije sadrže identične DNK molekule, one razvijaju raznovrsne karakteristike specifične za pojedina tkiva. Taj proces se naziva diferencijacija . On se sastoji od epigenetičkih i regulatornih promena. Grupisanje sličnih ćelija i tkiva formira fondaciju organa.
Somatske mutacije su genetičke promene multićelijskog organizma koje se ne prenose na potomstvo putem zametka. Mnogi kanceri su somatske mutacije.